# Veines intercostales
Les veines intercostales sont un groupe de veines drainant l'espace intercostal. 
Elles peuvent être divisées : 
- Veines intercostales antérieures ;
- Veines intercostales postérieures qui se drainent dans différentes veines : 
  - 1er espace intercostal drainé par la veine intercostale suprême,
  - 2e, 3e et 4e espaces intercostaux drainés par la veine intercostale supérieure, qui s'abouche dans la veine azygos,
  - 5ème-11ème espaces intercostaux se drainent directement dans la veine azygos,
  - Veine subcostale : au-dessous de la nervure inférieure (12e) et s'écoule également dans la veine azygos, ne peut-être considérée comme une veine intercostale (ne se déplace pas entre deux côtes).

### Articles annexes
- Nerfs intercostaux